# Rosa fujisanensis
Rosa fujisanensis är en rosväxtart som först beskrevs av Tomitaro Makino, och fick sitt nu gällande namn av Tomitaro Makino. Rosa fujisanensis ingår i släktet rosor, och familjen rosväxter. Inga underarter finns listade i Catalogue of Life.